# Rafael Agostini
Rafael Agostini Hospedales (Puerto España, Trinidad, 1808-Caracas, Venezuela, 18 de febrero de 1881) fue un escritor, periodista y abogado venezolano, miembro del comité del movimiento conspirativo denominado «La Galipanada». Fue diputado por la provincia de Apure en 1844. El Presidente José Tadeo Monagas lo nombró en 1849 secretario de Interior y Justicia, luego, secretario de Relaciones Exteriores.

## Biografía
Sus padres fueron Simón Agostini, nativo de Camera di Centuri, Corcega y establecido en la isla de Trinidad por 1792,  y con propiedades en Cumaná. Rico productor y comerciante de cacao, que junto a sus paisanos, Paolo Pietri y Mare Franceschi, en coordinación con Jean Baptiste Bideau (1780-1817), marino mulato de la isla de Santa Lucia, financiaron la expedición de Chacachacare, durante la Campaña de Oriente dirigida por el general Santiago Mariño en 1813, y María de Hospedales, natural de esta última isla. Estudió primaria y secundaria en Trinidad, al finalizar le enviaron a Europa graduándose de abogado. Antes de regresar a Trinidad estudió en diferentes academias de Italia, Francia e Inglaterra. De Trinidad fue a residir en Venezuela, primero por un tiempo en Valencia y luego se radicó en San Fernando de Apure, donde casa con Margarita Márquez Aranda, natural de Cunaviche. Su hija, Margarita Agostini Márquez, se casa con Francisco Pimentel Anderson, que son los padres de Francisco Pimentel Agostini (Job Pim) y Cecilia Pimentel Agostini.
Cuando en 1844 se radica en Caracas fundó el diario El Diablo Asmodeo de Caracas utilizando en este y otros medios impresos los seudónimos «Agapito Canelón», «Asmodeo», «Inistoga», «Chacute», «Luistoga» y «El Príncipe Ventosista». En 1845 fue redactor de El Liberal y en 1846 de El Patriota, periódicos de Caracas. Para 1846 respalda la candidatura del presbítero José Félix Blanco a la presidencia de la República de Venezuela. En 1850 respalda al general Santiago Mariño para la presidencia apoyándolo con publicaciones desde su periódico Asmodeo Un año después que Luis Sanojo fundara en 1856 el diario El Foro, Agosttini llega a formar parte del departamento de redacción.

## La Galipanada
La Galipanada fue un frustrado movimiento revolucionario en Venezuela ocurrido el 17 de agosto de 1858. El movimiento fue formado por liberales descontentos con el gobierno de Julián Castro Contreras quien había sido designado presidente tras la Revolución de Marzo que derrocó a José Tadeo Monagas. Las hostilidades diplomáticas de Inglaterra y Francia que habían impuesto un bloqueo naval a Venezuela en exigencia del cumplimiento del protocolo Urrutia y la presencia de elementos conservadores en el gobierno de Castro condujeron a planificar una insurrección. Rafael Agostini siendo parte del comité le designaron derrocar al Presidente Castro pero el general Carlos Soublette logra debelar el plan y frustrarlo. Luego de la Revolución de Marzo abandona su vida política y se dedica a dar clases de idiomas en el colegio Antonia Esteller en Caracas. Muere en dicha ciudad el 18 de febrero de 1881.

## Obras
- Proyecto de Código de Procedimiento Civil venezolano. (Este primer proyecto se presentó al Congreso en 1835 pero lo archivaron por estar en los últimos días de sesiones)
- Proyecto de Código de Procedimiento Civil. (Nuevo proyecto que si se discutió en diferentes sesiones)
- Cítara del Apure o melodías del desierto. (Fue editado en Caracas siendo uno de los primeros libros de poesía venezolana en 1844)
- Pláticas de Asmodeo sobre todas las cosas pasadas, presentes y futuras (1851)
- Chants d'Inistoga ou echos du désert (París, 1852)
- Código de amor (1855)